# Captain America (1979)
Captain America (Originaltitel: Captain America) ist ein US-amerikanischer Fernsehfilm aus dem Jahr 1979. Die Grundlage bildete die Marvel-Comicfigur Captain America. Im gleichen Jahr folgte Captain America II: Death Too Soon.

## Handlung
Steve Rogers ist ein zeitgenössischer Mann, dessen Vater ein Regierungsagent der 1940er Jahre war. Die sehr patriotische Haltung von Steves Vater brachte ihm den Spitznamen „Captain America“ ein. Sein Vater wurde später ermordet. Rogers, ein ehemaliger Marine, der jetzt als Künstler seinen Lebensunterhalt verdient und in einem Umbauwagen durch die Landschaft reist, lässt sich von der Geschichte seines Vaters inspirieren, einen Superhelden zu zeichnen. Nachdem er bei einem Versuch in seinem Leben, der im Film in einen Unfall ausartet, möglicherweise tödliche Verletzungen erlitten hat, wird ihm eine experimentelle Chemikalie namens FLAG-Formel verabreicht. FLAG ist eine Abkürzung für „Full Latent Ability Gain“, eine Art „Supersteroid“ (Rogers 'Vater hatte das FLAG-Serum aus seinen eigenen Drüsen entwickelt). Die Formel rettet nicht nur sein Leben, sondern verstärkt auch seine Kraft und Reflexe. Diese neuen Fähigkeiten inspirieren Dr. Simon Mills, den Biochemiker und Geheimdienstmitarbeiter hinter FLAG, der einst mit Steves Vater befreundet war, Steve zu rekrutieren und ihm ein Kostüm zu geben, das auf seiner Zeichnung basiert.
Als Captain America wird Steves Umbau-Van neu konfiguriert, damit er ein High-Tech-Motorrad starten kann. Das Motorrad verfügt über Raketenschub, einen Jet-Booster für schnelles Beschleunigen, eine Stealth-Einstellung, die Motor- und Straßengeräusche reduziert, und einen abnehmbaren Flügel, der einem Drachen ähnelt und eine begrenzte Schwerkraft ermöglicht Flug. In der letzten Szene des Films beschließt Rogers, in jeder Hinsicht derselbe Captain America zu werden wie sein Vater, dies bedeutet, dass er eine identische Uniform trägt wie sein Vater, die „klassische“ Captain America-Uniform.

## Synchronisation
| Rolle                          | Schauspieler    | Synchronsprecher |
| ------------------------------ | --------------- | ---------------- |
| Steve Rogers / Captain America | Reb Brown       | Nicolas König    |
| Charles Barber                 | Frank Marth     | Lothar Grützner  |
| Dr. Simon Mills                | Len Birman      | Henry König      |
| Harley                         | Lance LeGault   | Gerhard Marcel   |
| Jeff Haden                     | Dan Barton      | Harald Pages     |
| Lester Wiant                   | James Ingersoll | Michael Harck    |

## Produktion und Veröffentlichung
Regie führte Rod Holcomb und das Drehbuch schrieb Don Ingalls. Der Produzent war Martin M. Goldstein. Die Musik komponierten Pete Carpenter und Mike Post. Für die Kameraführung war Vincent Ronald W. Browne verantwortlich. Die künstlerische Leitung lag bei Louis Montejano und für den Schnitt verantwortlich war Michael S. Murphy. Der Film wurde 1981 in Kolumbien in die Kinos veröffentlicht. Der Pilotfilm erschien in Deutschland auf erst auf VHS und später auf DVD.

## Kritik
Der Filmdienst urteilte, die Produktion sei ein „[l]achhaft naiv inszenierter Film“, mit einer „unsinnige[n] Story“.